# Miguel de Herrera
Miguel Melchor de Herrera, también conocido como Miguel de Herrera o Fray Miguel de Herrera (San Cristóbal de La Laguna, provincia de Santa Cruz de Tenerife, Canarias, España, 1696 - México, después de 1765) fue un pintor español.

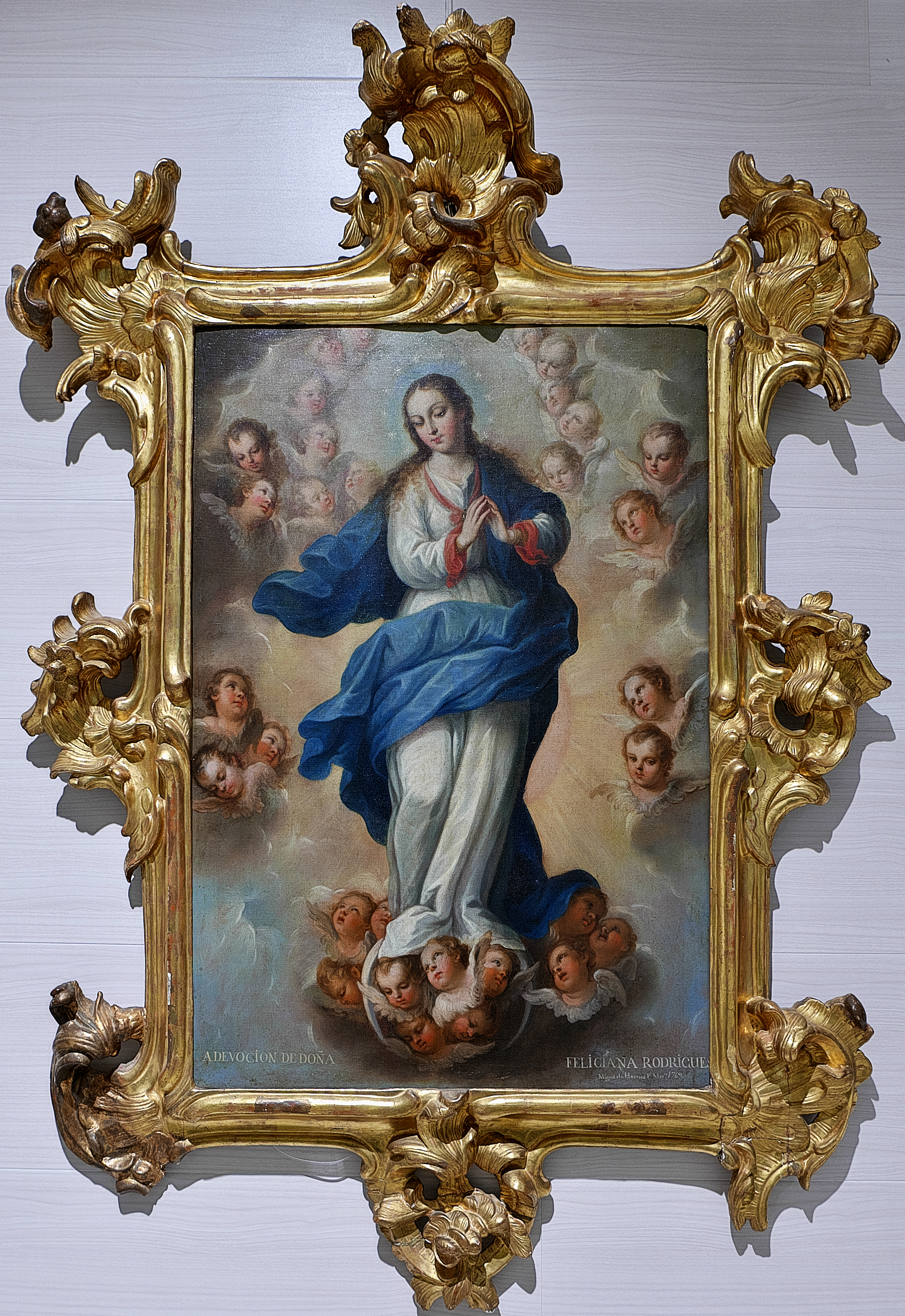
Inmaculada Concepción (1769)

## Biografía
Nació en San Cristóbal de La Laguna, provincia de Santa Cruz de Tenerife, Canarias, España, en 1696. En 1712 se hizo religioso, ingresando en el Monasterio del Espíritu Santo de la orden de San Agustín. En el año 1719 se trasladó a la Nueva España, desarrollando la mayor parte de su carrera artística en México, razón por la que durante un tiempo se creyó que este era su lugar de nacimiento. En 1753 ingresó en la recién creada primera Academia de Pintura de México. No se sabe la fecha exacta de su fallecimiento, pero permaneció activo al menos hasta el año 1765.

## Obra
La mayor parte de sus obras son de tema religioso, aunque realizó algunos retratos, entre ellos el de Sor Juana Inés de la Cruz. Un conjunto de 14 lienzos que representan la vida de la Virgen se encuentra distribuido en distintos templos y colecciones privadas de las Islas Canarias. Algunas de sus obras pueden contemplarse en el Museo de Arte de Filadelfia y el de Arte Colonial de Morelia (México).